# درک فان اخموند
درک فان اخموند (هلندی: Derk van Egmond؛ زادهٔ ۳۰ اوت ۱۹۵۶) دوچرخه‌سوار اهل هلند است.